# Die Amigos/Diskografie
Diese Diskografie ist eine Übersicht über die musikalischen Werke des deutschen Schlager-Duos Die Amigos. Den Schallplattenauszeichnungen zufolge hat es bisher mehr als 2,8 Millionen Tonträger verkauft. Seine erfolgreichste Veröffentlichung ist die Kompilation Die großen Erfolge mit über 430.000 verkauften Einheiten.
Bei dieser Diskografie ist zu berücksichtigen, dass diese sich nur auf offizielle Tonträger beschränkt. Neben den offiziellen, größtenteils im deutschsprachigen Raum veröffentlichten Tonträgern, erschienen auch diverse Label-Veröffentlichungen. Tonträger, die durch Sublabels aus Werbezwecken und nicht durch die offiziellen Musiklabels erschienen, wurden nur berücksichtigt, wenn diese Chartplatzierungen oder Verkäufe nachweisen können und somit zum kommerziellen Erfolg der Band beitragen.

## Alben

### Studioalben
| Jahr | Titel Musiklabel                                                     | Höchstplatzierung, Gesamtwochen, AuszeichnungChartplatzierungen (Jahr, Titel, Musiklabel, Platzierungen, Wochen, Auszeichnungen, Anmerkungen) | Höchstplatzierung, Gesamtwochen, AuszeichnungChartplatzierungen (Jahr, Titel, Musiklabel, Platzierungen, Wochen, Auszeichnungen, Anmerkungen) | Höchstplatzierung, Gesamtwochen, AuszeichnungChartplatzierungen (Jahr, Titel, Musiklabel, Platzierungen, Wochen, Auszeichnungen, Anmerkungen) | Anmerkungen                                                |
| Jahr | Titel Musiklabel                                                     | DE | AT | CH | Anmerkungen                                                |
| ---- | -------------------------------------------------------------------- | --- | --- | --- | ---------------------------------------------------------- |
| 1989 | Liebe und Sehnsucht … Bellaphon Records (BR)                         | — | — | — | Erstveröffentlichung: 24. Oktober 1989                     |
| 1990 | Alles Liebe, alles Gute Bellaphon Records (BR)                       | — | — | — | Erstveröffentlichung: 6. Februar 1990                      |
| 1993 | Schenk mir bitte diese Nacht Tyrolis (TM)                            | — | — | — | Erstveröffentlichung: 3. Februar 1993                      |
| 1994 | Sehnsucht in ihrem Herzen Tyrolis (TM)                               | — | — | — | Erstveröffentlichung: 31. Dezember 1994                    |
| 1996 | Sterne von Santa Monica Tyrolis (TM)                                 | — | — | — | Erstveröffentlichung: 13. Juni 1996                        |
| 2000 | Zwischen Liebe und Wahnsinn Ulrich Records (UR)                      | — | — | — | Erstveröffentlichung: 1. März 2000                         |
| 2002 | Herz an Herz Ulrich Records (UR)                                     | — | — | — | Erstveröffentlichung: 3. Januar 2002                       |
| 2004 | Ich steh’ wieder auf Ulrich Records (UR)                             | DE58 Gold · (5 Wo.)DE | AT48 (9 Wo.)AT | — | Erstveröffentlichung: 3. Januar 2004 Verkäufe: + 100.000   |
| 2005 | … durchs Feuer Ulrich Records (UR)                                   | DE66 Gold · (5 Wo.)DE | AT25 Gold · (20 Wo.)AT | — | Erstveröffentlichung: 24. Oktober 2005 Verkäufe: + 110.000 |
| 2007 | Der helle Wahnsinn MCP Sound & Media • VM Records (MCP)              | DE1 ×3Dreifachgold · (24 Wo.)DE | AT2 Platin · (29 Wo.)AT | CH8 Gold · (19 Wo.)CH | Erstveröffentlichung: 24. August 2007 Verkäufe: + 335.000  |
| 2008 | Ein Tag im Paradies MCP Sound & Media • VM Records (MCP)             | DE7 Platin · (19 Wo.)DE | AT3 Platin · (27 Wo.)AT | CH13 Gold · (15 Wo.)CH | Erstveröffentlichung: 22. August 2008 Verkäufe: + 235.000  |
| 2009 | Sehnsucht, die wie Feuer brennt MCP Sound & Media • VM Records (MCP) | DE5 Platin · (13 Wo.)DE | AT2 Platin · (23 Wo.)AT | CH18 (18 Wo.)CH | Erstveröffentlichung: 26. Juni 2009 Verkäufe: + 220.000    |
| 2010 | Weißt du, was du für mich bist? MCP Sound & Media • VM Records (MCP) | DE2 Platin · (13 Wo.)DE | AT1 Platin · (30 Wo.)AT | CH3 (13 Wo.)CH | Erstveröffentlichung: 22. Juli 2010 Verkäufe: + 220.000    |
| 2011 | Mein Himmel auf Erden MCP Sound & Media • VM Records (MCP)           | DE1 Gold · (16 Wo.)DE | AT1 Platin · (33 Wo.)AT | CH4 (19 Wo.)CH | Erstveröffentlichung: 22. Juli 2011 Verkäufe: + 120.000    |
| 2012 | Bis ans Ende der Zeit MCP Sound & Media • VM Records (MCP)           | DE1 (13 Wo.)DE | AT1 Platin · (22 Wo.)AT | CH2 (14 Wo.)CH | Erstveröffentlichung: 3. August 2012 Verkäufe: + 20.000    |
| 2013 | Im Herzen jung MCP Sound & Media • VM Records (MCP)                  | DE1 (14 Wo.)DE | AT1 Platin · (18 Wo.)AT | CH5 (17 Wo.)CH | Erstveröffentlichung: 14. Juni 2013 Verkäufe: + 15.000     |
| 2014 | Unvergessene Schlager MCP Sound & Media • VM Records (MCP)           | DE5 (8 Wo.)DE | AT3 (14 Wo.)AT | CH6 (9 Wo.)CH | Erstveröffentlichung: 10. Januar 2014 Coveralbum           |
| 2014 | Sommerträume Ariola (Sony)                                           | DE1 Gold · (16 Wo.)DE | AT1 Platin · (21 Wo.)AT | CH1 (12 Wo.)CH | Erstveröffentlichung: 25. Juli 2014 Verkäufe: + 115.000    |
| 2015 | Santiago Blue Ariola (Sony)                                          | DE1 Gold · (25 Wo.)DE | AT1 Platin · (29 Wo.)AT | CH1 (19 Wo.)CH | Erstveröffentlichung: 26. Juni 2015 Verkäufe: + 115.000    |
| 2016 | Wie ein Feuerwerk Ariola (Sony)                                      | DE1 Gold · (11 Wo.)DE | AT1 Gold · (13 Wo.)AT | CH1 (12 Wo.)CH | Erstveröffentlichung: 22. Juli 2016 Verkäufe: + 107.500    |
| 2017 | Zauberland Ariola (Sony)                                             | DE1 Gold · (18 Wo.)DE | AT2 Platin · (25 Wo.)AT | CH1 (18 Wo.)CH | Erstveröffentlichung: 28. Juli 2017 Verkäufe: + 115.000    |
| 2018 | 110 Karat Ariola (Sony)                                              | DE1 (19 Wo.)DE | AT1 (15 Wo.)AT | CH1 (16 Wo.)CH | Erstveröffentlichung: 13. Juli 2018                        |
| 2019 | Babylon Telamo (WMG)                                                 | DE1 Gold · (24 Wo.)DE | AT2 (16 Wo.)AT | CH1 (16 Wo.)CH | Erstveröffentlichung: 26. Juli 2019 Verkäufe: + 100.000    |
| 2020 | Tausend Träume Telamo (WMG)                                          | DE1 Gold · (27 Wo.)DE | AT1 (18 Wo.)AT | CH1 (22 Wo.)CH | Erstveröffentlichung: 10. Juli 2020 Verkäufe: + 100.000    |
| 2021 | Freiheit Telamo (WMG)                                                | DE1 Gold · (18 Wo.)DE | AT1 (13 Wo.)AT | CH1 (17 Wo.)CH | Erstveröffentlichung: 9. Juli 2021 Verkäufe: + 100.000     |
| 2022 | Liebe siegt Telamo (WMG)                                             | DE1 (10 Wo.)DE | AT1 (11 Wo.)AT | CH2 (9 Wo.)CH | Erstveröffentlichung: 22. Juli 2022                        |
| 2023 | Atlantis wird leben Telamo (WMG)                                     | DE2 (14 Wo.)DE | AT2 (5 Wo.)AT | CH2 (6 Wo.)CH | Erstveröffentlichung: 23. Juni 2023                        |
| 2024 | Stimmen der Nacht Telamo (WMG)                                       | DE1 (4 Wo.)DE | AT1 (5 Wo.)AT | CH3 (3 Wo.)CH | Erstveröffentlichung: 20. September 2024                   |
| 2025 | Lebe jetzt Telamo (WMG)                                              | DE1 (… Wo.)DE | AT1 (… Wo.)AT | CH7 (… Wo.)CH | Erstveröffentlichung: 18. Juli 2025                        |

### Livealben
| Jahr | Titel Musiklabel                                                                               | Höchstplatzierung, Gesamtwochen, AuszeichnungChartplatzierungen (Jahr, Titel, Musiklabel, Platzierungen, Wochen, Auszeichnungen, Anmerkungen) | Höchstplatzierung, Gesamtwochen, AuszeichnungChartplatzierungen (Jahr, Titel, Musiklabel, Platzierungen, Wochen, Auszeichnungen, Anmerkungen) | Höchstplatzierung, Gesamtwochen, AuszeichnungChartplatzierungen (Jahr, Titel, Musiklabel, Platzierungen, Wochen, Auszeichnungen, Anmerkungen) | Anmerkungen                                                                     |
| Jahr | Titel Musiklabel                                                                               | DE | AT | CH | Anmerkungen                                                                     |
| ---- | ---------------------------------------------------------------------------------------------- | --- | --- | --- | ------------------------------------------------------------------------------- |
| 2010 | Live Konzert – Teil 1 MCP Sound & Media • VM Records (MCP)                                     | — | AT*AT | — | Erstveröffentlichung: 7. Januar 2010 * siehe Videoalbum                         |
| 2017 | Zauberland – Live 2017 Ariola (Sony)                                                           | DE*DE | AT**AT | CH**CH | Erstveröffentlichung: 24. November 2017 * siehe Zauberland; ** siehe Videoalbum |
| 2022 | Weihnachten live auch bekannt als: Weihnachtskonzert live MCP Sound & Media • VM Records (MCP) | DE57 (1 Wo.)DE | — | — | Erstveröffentlichung: 25. November 2022                                         |

### Kompilationen
| Jahr | Titel Musiklabel | Höchstplatzierung, Gesamtwochen, AuszeichnungChartplatzierungen (Jahr, Titel, Musiklabel, Platzierungen, Wochen, Auszeichnungen, Anmerkungen) | Höchstplatzierung, Gesamtwochen, AuszeichnungChartplatzierungen (Jahr, Titel, Musiklabel, Platzierungen, Wochen, Auszeichnungen, Anmerkungen) | Höchstplatzierung, Gesamtwochen, AuszeichnungChartplatzierungen (Jahr, Titel, Musiklabel, Platzierungen, Wochen, Auszeichnungen, Anmerkungen) | Anmerkungen                                                              |
| Jahr | Titel Musiklabel | DE | AT | CH | Anmerkungen                                                              |
| ---- | --- | --- | --- | --- | ------------------------------------------------------------------------ |
| 2006 | Die großen Erfolge MCP Sound & Media • VM Records (MCP)                                                                | DE6 ×2Doppelplatin · (55 Wo.)DE | AT2 Platin · (63 Wo.)AT | CH17 Gold · (32 Wo.)CH | Erstveröffentlichung: 31. August 2006 Verkäufe: + 435.000                |
| 2006 | Das Beste der Amigos – Folge 1 Tyrolis (TM)                                                                            | DE30 (22 Wo.)DE | AT11 (24 Wo.)AT | — | Erstveröffentlichung: 2. November 2006                                   |
| 2007 | Ein kleines Souvenir Bellaphon Records (BR)                                                                            | — | — | — | Erstveröffentlichung: 2. Februar 2007                                    |
| 2007 | Das Beste der Amigos – Folge 2 Tyrolis (TM)                                                                            | — | AT27 (22 Wo.)AT | — | Erstveröffentlichung: 27. August 2007                                    |
| 2008 | Es lebe die Freundschaft MCP Sound & Media • VM Records (MCP)                                                          | DE55 (7 Wo.)DE | AT7 Gold · (19 Wo.)AT | — | Erstveröffentlichung: 3. April 2008 Verkäufe: + 10.000; mit den Ladinern |
| 2009 | Zwei Herzen aus Gold MCP Sound & Media • VM Records (MCP)                                                              | DE96 (1 Wo.)DE | AT— GoldAT | — | Erstveröffentlichung: 8. Januar 2009 Verkäufe: + 10.000                  |
| 2009 | Ich schenke dir rote Rosen Tyrolis (TM)                                                                                | — | — | — | Erstveröffentlichung: 17. August 2009                                    |
| 2009 | Schenke nur mir deine Liebe Tyrolis (TM)                                                                               | — | — | — | Erstveröffentlichung: 17. August 2009                                    |
| 2009 | Tanze mit mir und halt mich ganz fest Tyrolis (TM)                                                                     | — | — | — | Erstveröffentlichung: 17. August 2009                                    |
| 2010 | Ihre Hits – Instrumental, Folge 1 MCP Sound & Media • VM Records (MCP)                                                 | — | — | — | Erstveröffentlichung: 8. Januar 2010                                     |
| 2010 | Ihre Lieblingshits Euro Trend (ER)                                                                                     | — | AT— GoldAT | — | Erstveröffentlichung: 8. Januar 2010 Verkäufe: + 10.000                  |
| 2010 | Komm tanz mit mir MCP Sound & Media • VM Records (MCP)                                                                 | — | — | — | Erstveröffentlichung: 8. April 2010                                      |
| 2011 | 24 Karat MCP Sound & Media • VM Records (MCP)                                                                          | — | AT37 (9 Wo.)AT | — | Erstveröffentlichung: 4. Februar 2011                                    |
| 2011 | Das Beste – 40 Hits MCP Sound & Media • VM Records (MCP)                                                               | DE50 (6 Wo.)DE | AT5 Gold · (16 Wo.)AT | CH29 (10 Wo.)CH | Erstveröffentlichung: 30. Dezember 2011 Verkäufe: + 10.000               |
| 2013 | Ihre Lieblingshits – Folge 2 Euro Trend (ER)                                                                           | — | — | CH90 (1 Wo.)CH | Erstveröffentlichung: 8. Februar 2013                                    |
| 2014 | Von Herzen … für dich! Blueline Records (DA)                                                                           | — | — | CH79 (1 Wo.)CH | Erstveröffentlichung: 16. Mai 2014                                       |
| 2014 | Das Beste MCP Sound & Media • VM Records (MCP)                                                                         | DE62 (6 Wo.)DE | AT14 Gold · (29 Wo.)AT | CH47 (7 Wo.)CH | Erstveröffentlichung: 18. Juli 2014 Verkäufe: + 7.500                    |
| 2015 | Unsere 20 schönsten Weihnachtslieder MCP Sound & Media • VM Records (MCP)                                              | — | AT58 (3 Wo.)AT | — | Erstveröffentlichung: 23. Oktober 2015                                   |
| 2016 | Ihre schönsten Lieder MCP Sound & Media • VM Records (MCP)                                                             | — | — | CH87 (1 Wo.)CH | Erstveröffentlichung: 2. Januar 2016                                     |
| 2016 | 50 große Erfolge – Zum Jubiläum nur das Beste MCP Sound & Media • VM Records (MCP)                                     | — | AT50 (4 Wo.)AT | — | Erstveröffentlichung: 16. September 2016                                 |
| 2016 | Die ersten Hits Telamo (WMG)                                                                                           | DE19 (1 Wo.)DE | AT17 (1 Wo.)AT | CH59 (1 Wo.)CH | Erstveröffentlichung: 28. Oktober 2016                                   |
| 2017 | Die ersten großen Erfolge MCP Sound & Media • VM Records (MCP)                                                         | — | — | — | Erstveröffentlichung: 17. Februar 2017                                   |
| 2017 | Liebe pur – Die schönsten Liebeslieder Ariola (Sony)                                                                   | — | AT20 (7 Wo.)AT | CH46 (3 Wo.)CH | Erstveröffentlichung: 31. März 2017                                      |
| 2017 | Die 20 schönsten Sommerschlager auch bekannt als: Die 30 schönsten Sommerschlager MCP Sound & Media • VM Records (MCP) | — | AT42 (16 Wo.)AT | — | Erstveröffentlichung: 19. Mai 2017                                       |
| 2017 | Weihnachten – Das Beste MCP Sound & Media • VM Records (MCP)                                                           | — | — | — | Erstveröffentlichung: 27. Oktober 2017                                   |
| 2017 | Die große Amigos Schlagerparty – Und ich schenke dir einen Regenbogen MCP Sound & Media • VM Records (MCP)             | — | AT31 (3 Wo.)AT | — | Erstveröffentlichung: 10. November 2017                                  |
| 2018 | Das Beste – 30 große Erfolge MCP Sound & Media • VM Records (MCP)                                                      | — | — | — | Erstveröffentlichung: 23. Februar 2018                                   |
| 2019 | Ihre schönsten Trucker & Country Lieder MCP Sound & Media • VM Records (MCP)                                           | — | AT44 (2 Wo.)AT | — | Erstveröffentlichung: 15. März 2019                                      |
| 2019 | Unsere Lieder, unser Leben MCP Sound & Media • VM Records (MCP)                                                        | — | AT63 (2 Wo.)AT | — | Erstveröffentlichung: 23. August 2019                                    |
| 2019 | Melodien der Herzen MCP Sound & Media • VM Records (MCP)                                                               | — | — | — | Erstveröffentlichung: 25. Oktober 2019                                   |
| 2020 | 50 Jahre – 50 Hits – 50 große Erfolge MCP Sound & Media • VM Records (MCP)                                             | — | AT65 (4 Wo.)AT | — | Erstveröffentlichung: 24. Januar 2020                                    |
| 2020 | 50 Jahre: Unsere Schlager von damals Telamo (WMG)                                                                      | DE1 (12 Wo.)DE | AT1 (5 Wo.)AT | CH3 (5 Wo.)CH | Erstveröffentlichung: 7. Februar 2020                                    |
| 2020 | 30 unvergessene Schlagerhits MCP Sound & Media • VM Records (MCP)                                                      | — | — | — | Erstveröffentlichung: 1. Mai 2020                                        |
| 2020 | Lieder aus der Heimat MCP Sound & Media • VM Records (MCP)                                                             | — | — | — | Erstveröffentlichung: 18. September 2020                                 |
| 2020 | Danke Freunde! – Die 2000er Hits Sony Music (Sony)                                                                     | DE30 (1 Wo.)DE | AT33 (1 Wo.)AT | CH68 (1 Wo.)CH | Erstveröffentlichung: 23. Oktober 2020                                   |
| 2021 | Sieger & Stars MCP Sound & Media • VM Records (MCP)                                                                    | — | — | — | Erstveröffentlichung: 2. April 2021 mit Daniela Alfinito                 |
| 2021 | Die größten Hits von damals Telamo (WMG)                                                                               | DE14 (5 Wo.)DE | AT9 (3 Wo.)AT | CH22 (6 Wo.)CH | Erstveröffentlichung: 3. Dezember 2021                                   |
| 2022 | Schlagerkönige Blueline Records (DA)                                                                                   | DE38 (1 Wo.)DE | — | CH95 (1 Wo.)CH | Erstveröffentlichung: 4. Februar 2022 mit Die Flippers                   |
| 2022 | Für unsere Freunde Telamo (WMG)                                                                                        | DE78 (4 Wo.)DE | — | CH61 (2 Wo.)CH | Erstveröffentlichung: 8. April 2022 mit Daniela Alfinito                 |
| 2023 | Best Of Telamo (WMG)                                                                                                   | DE1 (5 Wo.)DE | AT2 (4 Wo.)AT | CH8 (3 Wo.)CH | Erstveröffentlichung: 20. Januar 2023                                    |

### Remixalben
| Jahr | Titel Musiklabel                                                                | Höchstplatzierung, Gesamtwochen, AuszeichnungChartplatzierungen (Jahr, Titel, Musiklabel, Platzierungen, Wochen, Auszeichnungen, Anmerkungen) | Höchstplatzierung, Gesamtwochen, AuszeichnungChartplatzierungen (Jahr, Titel, Musiklabel, Platzierungen, Wochen, Auszeichnungen, Anmerkungen) | Höchstplatzierung, Gesamtwochen, AuszeichnungChartplatzierungen (Jahr, Titel, Musiklabel, Platzierungen, Wochen, Auszeichnungen, Anmerkungen) | Anmerkungen                                                  |
| Jahr | Titel Musiklabel                                                                | DE | AT | CH | Anmerkungen                                                  |
| ---- | ------------------------------------------------------------------------------- | --- | --- | --- | ------------------------------------------------------------ |
| 2015 | Hit-Mix MCP Sound & Media • VM Records (MCP)                                    | DE76 (4 Wo.)DE | AT8 (9 Wo.)AT | CH63 (3 Wo.)CH | Erstveröffentlichung: 2. Januar 2015                         |
| 2018 | Discofox Party – 100% tanzbare Amigos Hits MCP Sound & Media • VM Records (MCP) | — | — | — | Erstveröffentlichung: 23. November 2018                      |
| 2019 | Best of Fox – Das Tanzalbum Ariola (Sony)                                       | DE8 (4 Wo.)DE | AT21 (2 Wo.)AT | CH13 (3 Wo.)CH | Erstveröffentlichung: 1. Februar 2019                        |
| 2021 | Hit-Mix MCP Sound & Media • VM Records (MCP)                                    | — | — | — | Erstveröffentlichung: 19. November 2021 mit Daniela Alfinito |

### Weihnachtsalben
| Jahr | Titel Musiklabel                                                | Höchstplatzierung, Gesamtwochen, AuszeichnungChartplatzierungen (Jahr, Titel, Musiklabel, Platzierungen, Wochen, Auszeichnungen, Anmerkungen) | Höchstplatzierung, Gesamtwochen, AuszeichnungChartplatzierungen (Jahr, Titel, Musiklabel, Platzierungen, Wochen, Auszeichnungen, Anmerkungen) | Höchstplatzierung, Gesamtwochen, AuszeichnungChartplatzierungen (Jahr, Titel, Musiklabel, Platzierungen, Wochen, Auszeichnungen, Anmerkungen) | Anmerkungen                                                |
| Jahr | Titel Musiklabel                                                | DE | AT | CH | Anmerkungen                                                |
| ---- | --------------------------------------------------------------- | --- | --- | --- | ---------------------------------------------------------- |
| 2006 | Weihnachten daheim MCP Sound & Media • VM Records (MCP)         | DE56 Gold · (7 Wo.)DE | AT17 ×3Dreifachgold · (16 Wo.)AT | — | Erstveröffentlichung: 15. Oktober 2006 Verkäufe: + 130.000 |
| 2012 | Weihnachten mit den Amigos MCP Sound & Media • VM Records (MCP) | DE15 (7 Wo.)DE | AT8 Gold · (8 Wo.)AT | CH53 (1 Wo.)CH | Erstveröffentlichung: 2. November 2012 Verkäufe: + 10.000  |

## Singles
| Jahr | Titel Album | Höchstplatzierung, Gesamtwochen, AuszeichnungChartplatzierungen (Jahr, Titel, Album, Platzierungen, Wochen, Auszeichnungen, Anmerkungen) | Höchstplatzierung, Gesamtwochen, AuszeichnungChartplatzierungen (Jahr, Titel, Album, Platzierungen, Wochen, Auszeichnungen, Anmerkungen) | Höchstplatzierung, Gesamtwochen, AuszeichnungChartplatzierungen (Jahr, Titel, Album, Platzierungen, Wochen, Auszeichnungen, Anmerkungen) | Anmerkungen                              |
| Jahr | Titel Album | DE | AT | CH | Anmerkungen                              |
| ---- | --- | --- | --- | --- | ---------------------------------------- |
| 1970 | Sunshine Little Girl – | — | — | — | Erstveröffentlichung: 1970               |
| 1986 | Partykönigin Von Herzen … für dich! | — | — | — | Erstveröffentlichung: 1986               |
| 1989 | Wenn die Sehnsucht brennt / Das Korallenriff von San Fernando auch bekannt als: Musik mit Her(t)z Liebe und Sehnsucht … / Die ersten Hits | — | — | — | Erstveröffentlichung: 1989               |
| 1989 | Weine nicht um unsre Liebe Liebe und Sehnsucht …                                                                                          | — | — | — | Erstveröffentlichung: 1989               |
| 1991 | Laß’ ein Wunder gescheh’n Die ersten Hits                                                                                                 | — | — | — | Erstveröffentlichung: 1991               |
| 2007 | Ich geh’ für dich durchs Feuer … durchs Feuer                                                                                             | DE78 (6 Wo.)DE | AT48 (2 Wo.)AT | — | Erstveröffentlichung: 8. Februar 2007    |
| 2008 | Der helle Wahnsinn | — | — | — | Erstveröffentlichung: 2008               |
| 2008 | Das weiße Schiff verlässt den Hafen Ein Tag im Paradies                                                                                   | — | — | — | Erstveröffentlichung: 13. August 2008    |
| 2009 | Hit-Mix 2009 – | — | — | — | Erstveröffentlichung: 12. Februar 2009   |
| 2009 | Sehnsucht, die wie Feuer brennt | — | — | — | Erstveröffentlichung: 2009               |
| 2010 | Weißt du, was du für mich bist? | — | — | — | Erstveröffentlichung: 2010               |
| 2011 | Mein Himmel auf Erden | — | — | — | Erstveröffentlichung: 2011               |
| 2011 | Wenn ich mal im Himmel bin Mein Himmel auf Erden                                                                                          | — | — | — | Erstveröffentlichung: 2011               |
| 2011 | Unter’m Weihnachtsbaum Weihnachten mit den Amigos                                                                                         | — | — | — | Erstveröffentlichung: 25. November 2011  |
| 2012 | Mit dir bis ans Ende der Zeit Bis ans Ende der Zeit                                                                                       | — | — | — | Erstveröffentlichung: 2012               |
| 2012 | Sterne verglüh’n Bis ans Ende der Zeit | — | — | — | Erstveröffentlichung: 2012               |
| 2013 | Im Herzen Jung | — | — | — | Erstveröffentlichung: 2013               |
| 2013 | Wenn du einmal traurig bist Im Herzen Jung                                                                                                | — | — | — | Erstveröffentlichung: 2013               |
| 2014 | Kleines Rendezvous Sommerträume | — | — | — | Erstveröffentlichung: 25. Juli 2014      |
| 2014 | Dann brennen die Feuer Sommerträume | — | — | — | Erstveröffentlichung: 19. September 2014 |
| 2018 | Rio Grande 110 Karat | — | — | — | Erstveröffentlichung: 14. September 2018 |
| 2019 | Die Legende von Babylon Babylon | — | — | — | Erstveröffentlichung: 10. Mai 2019       |
| 2019 | Angel Eyes Babylon | — | — | — | Erstveröffentlichung: 21. Juni 2019      |
| 2020 | In Honolulu – | — | — | — | Erstveröffentlichung: 6. März 2020       |
| 2020 | Geh nicht Gloria Tausend Träume | — | — | — | Erstveröffentlichung: 17. April 2020     |
| 2020 | Tausend Träume immer noch Tausend Träume                                                                                                  | — | — | — | Erstveröffentlichung: 26. Juni 2020      |
| 2022 | Wie David gegen Goliath Liebe siegt | — | — | — | Erstveröffentlichung: 8. April 2022      |
| 2023 | Pharao Atlantis wird leben | — | — | — | Erstveröffentlichung: 7. April 2023      |
| 2023 | Eine Kerze und rote Rosen Atlantis wird leben                                                                                             | — | — | — | Erstveröffentlichung: 26. Mai 2023       |
| 2023 | Atlantis wird leben | — | — | — | Erstveröffentlichung: 9. Juni 2023       |
| 2023 | Für immer leben Atlantis wird leben (Deluxe Edition)                                                                                      | — | — | — | Erstveröffentlichung: 8. Dezember 2023   |
| 2024 | Stimmen der Nacht | — | — | — | Erstveröffentlichung: 10. Mai 2024       |
| 2024 | SOS im Paradies Stimmen der Nacht | — | — | — | Erstveröffentlichung: 23. August 2024    |
| 2025 | Wie die Rolling Stones Lebe jetzt | — | — | — | Erstveröffentlichung: 7. Februar 2025    |

## Videoalben
| Jahr | Titel Musiklabel                                                                | Höchstplatzierung, Gesamtwochen, AuszeichnungChartplatzierungen (Jahr, Titel, Musiklabel, Platzierungen, Wochen, Auszeichnungen, Anmerkungen) | Höchstplatzierung, Gesamtwochen, AuszeichnungChartplatzierungen (Jahr, Titel, Musiklabel, Platzierungen, Wochen, Auszeichnungen, Anmerkungen) | Höchstplatzierung, Gesamtwochen, AuszeichnungChartplatzierungen (Jahr, Titel, Musiklabel, Platzierungen, Wochen, Auszeichnungen, Anmerkungen) | Anmerkungen                                                     |
| Jahr | Titel Musiklabel                                                                | DE | AT | CH | Anmerkungen                                                     |
| ---- | ------------------------------------------------------------------------------- | --- | --- | --- | --------------------------------------------------------------- |
| 2007 | Die großen Erfolge MCP Sound & Media • VM Records (MCP)                         | DE*DE | AT9 (2 Wo.)AT | CH*CH | Erstveröffentlichung: 4. Januar 2007 * siehe Kompilation        |
| 2008 | Komm tanz mit mir MCP Sound & Media • VM Records (MCP)                          | DE— PlatinDE | AT7 (3 Wo.)AT | — | Erstveröffentlichung: 3. Januar 2008 Verkäufe: + 50.000         |
| 2010 | Live Konzert – Teil 1 MCP Sound & Media • VM Records (MCP)                      | DE— GoldDE | AT2 Gold · (17 Wo.)AT | — | Erstveröffentlichung: 7. Januar 2010 Verkäufe: + 30.000         |
| 2010 | Live Konzert – Teil 2 MCP Sound & Media • VM Records (MCP)                      | — | AT2 (6 Wo.)AT | CH8 (2 Wo.)CH | Erstveröffentlichung: 3. Juni 2010                              |
| 2010 | Weihnachtskonzert Live MCP Sound & Media • VM Records (MCP)                     | DE*DE | — | — | Erstveröffentlichung: 22. Oktober 2010 * siehe Weihnachten Live |
| 2011 | Live Konzert – Teil 1 & 2 MCP Sound & Media • VM Records (MCP)                  | — | AT9 (3 Wo.)AT | — | Erstveröffentlichung: 14. Januar 2011                           |
| 2011 | Mein Himmel auf Erden MCP Sound & Media • VM Records (MCP)                      | DE*DE | — | CH10 (1 Wo.)CH | Erstveröffentlichung: 22. Juli 2011 * siehe Studioalbum         |
| 2011 | Unsere Lieblingshits Shhop24Direkt (S24)                                        | — | — | CH6 (1 Wo.)CH | Erstveröffentlichung: 14. Oktober 2011                          |
| 2014 | Sommerträume Ariola (Sony)                                                      | DE*DE | AT8 (2 Wo.)AT | CH4 (2 Wo.)CH | Erstveröffentlichung: 12. Dezember 2014 * siehe Studioalbum     |
| 2015 | Santiago Blue Ariola (Sony)                                                     | DE*DE | AT3 (2 Wo.)AT | CH2 (1 Wo.)CH | Erstveröffentlichung: 30. Oktober 2015 * siehe Studioalbum      |
| 2016 | Wie ein Feuerwerk Ariola (Sony)                                                 | DE*DE | AT1 (7 Wo.)AT | CH1 (4 Wo.)CH | Erstveröffentlichung: 22. Juli 2016 * siehe Studioalbum         |
| 2016 | Zum Jubiläum nur das Beste – Große Erfolge MCP Sound & Media • VM Records (MCP) | — | — | — | Erstveröffentlichung: 16. September 2016                        |
| 2017 | Das Beste MCP Sound & Media • VM Records (MCP)                                  | — | — | — | Erstveröffentlichung: 17. Februar 2017                          |
| 2017 | Zauberland Ariola (Sony)                                                        | DE*DE | AT2 (7 Wo.)AT | CH1 (5 Wo.)CH | Erstveröffentlichung: 28. Juli 2017 * siehe Studioalbum         |
| 2017 | Zauberland – Live 2017 Ariola (Sony)                                            | DE*DE | — | — | Erstveröffentlichung: 24. November 2017 * siehe Zauberland      |
| 2018 | 110 Karat Ariola (Sony)                                                         | DE*DE | AT2 (6 Wo.)AT | CH2 (5 Wo.)CH | Erstveröffentlichung: 13. Juli 2018 * siehe Studioalbum         |
| 2019 | Babylon Telamo (WMG)                                                            | DE*DE | AT1 (3 Wo.)AT | CH1 (4 Wo.)CH | Erstveröffentlichung: 26. Juli 2019 * siehe Studioalbum         |
| 2020 | Amigos TV Telamo (WMG)                                                          | — | AT2 (2 Wo.)AT | — | Erstveröffentlichung: 7. Februar 2020                           |
| 2020 | Tausend Träume Telamo (WMG)                                                     | DE*DE | AT1 (5 Wo.)AT | CH1 (4 Wo.)CH | Erstveröffentlichung: 10. Juli 2020 * siehe Studioalbum         |
| 2021 | Freiheit Telamo (WMG)                                                           | DE*DE | AT2 (4 Wo.)AT | CH*CH | Erstveröffentlichung: 9. Juli 2021 * siehe Studioalbum          |
| 2022 | Liebe siegt Telamo (WMG)                                                        | DE*DE | AT*AT | CH*CH | Erstveröffentlichung: 22. Juli 2022 * siehe Studioalbum         |

## Sonderveröffentlichungen

### Lieder
| Jahr | Titel Album                                                                                   | Anmerkungen |
| ---- | --------------------------------------------------------------------------------------------- | --- |
| 2007 | Es lebe die Freundschaft Wahre Liebe ein Leben lang                                           | Erstveröffentlichung: 16. November 2017 Die Ladiner feat. Die Amigos                                                |
| 2008 | Wir sind das Licht Zillertaler Haderlumpen                                                    | Erstveröffentlichung: 2. Mai 2008 Sigrid & Marina & Zillertaler Haderlumpen feat. Die Amigos, Die Ladiner & Monique |
| 2010 | Junge Engel Wahnsinn                                                                          | Erstveröffentlichung: 19. März 2010 Daniela Alfinito feat. Die Amigos                                               |
| 2015 | Dass du an meiner Seite bist Ein bisschen sterben                                             | Erstveröffentlichung: 29. Mai 2015 Daniela Alfinito feat. Die Amigos                                                |
| 2016 | Ich geh für dich durchs Feuer Liebesgrüße aus Dänemark                                        | Erstveröffentlichung: 25. März 2016 Kandis feat. Die Amigos                                                         |
| 2016 | Maxico Du bist wie Champagner – Zum Jubiläum nur das Beste                                    | Erstveröffentlichung: 25. März 2016 Olaf der Flipper feat. Die Amigos; Original: Die Flippers                       |
| 2019 | Das Wunder der Liebe 25 Jahre Maximilian Arland und Freunde                                   | Erstveröffentlichung: 24. Mai 2019 Maximilian Arland feat. Die Amigos                                               |
| 2021 | Freddy-Quinn-Medley Schlager-Spaß mit Andy Borg – Die Zweite – Meine Lieblingslieder im Duett | Erstveröffentlichung: 2. April 2021 Andy Borg feat. Die Amigos; Original: Freddy Quinn                              |
| 2022 | Spiel nie mit dem Feuer 40                                                                    | Erstveröffentlichung: 4. November 2022 Nockis feat. Die Amigos                                                      |

| Jahr | Titel Album                                                                 | Anmerkungen                                                |
| ---- | --------------------------------------------------------------------------- | ---------------------------------------------------------- |
| 2022 | Ich habe einen kleinen Papagei Giraffenaffen 7 – Die große Geburtstagsfeier | Erstveröffentlichung: 10. Juni 2022 Original: Volker Rosin |

### Videoalben
| Jahr | Titel Musiklabel                                                     | Anmerkungen                                                                                              |
| ---- | -------------------------------------------------------------------- | --- |
| 2010 | Weißt du, was du für mich bist? MCP Sound & Media • VM Records (MCP) | Erstveröffentlichung: 22. Juli 2010 Bonus-DVD; Teil von Weißt du, was du für mich bist? (Deluxe-Edition) |
| 2012 | Bis ans Ende der Zeit MCP Sound & Media • VM Records (MCP)           | Erstveröffentlichung: 3. August 2012 Bonus-DVD; Teil von Bis ans Ende der Zeit (Deluxe-Edition)          |
| 2013 | Im Herzen jung MCP Sound & Media • VM Records (MCP)                  | Erstveröffentlichung: 14. Juni 2013 Bonus-DVD; Teil von Im Herzen jung (Deluxe-Edition)                  |

## Promoveröffentlichungen
| Jahr | Titel Album                                                                 | Anmerkungen |
| ---- | --------------------------------------------------------------------------- | --- |
| 2008 | Wir sind das Licht Einfach glücklich sein • Zillertaler Haderlumpen         | Erstveröffentlichung: 14. August 2008 Sigrid & Marina & Zillertaler Haderlumpen feat. Die Amigos, Die Ladiner & Monique |
| 2016 | Danke Freunde Santiago Blue                                                 | Erstveröffentlichung: 23. Januar 2016                                                                                   |
| 2016 | Wie ein Feuerwerk                                                           | Erstveröffentlichung: 17. Juni 2016                                                                                     |
| 2017 | Warum siehst du aus wie ein Engel Wie ein Feuerwerk                         | Erstveröffentlichung: 10. Februar 2017                                                                                  |
| 2017 | Sommer ’65 Zauberland                                                       | Erstveröffentlichung: 19. Mai 2017                                                                                      |
| 2017 | Baby Blue Zauberland                                                        | Erstveröffentlichung: 29. September 2017                                                                                |
| 2018 | 110 Karat                                                                   | Erstveröffentlichung: 13. April 2018                                                                                    |
| 2019 | Immer nachts Babylon                                                        | Erstveröffentlichung: 31. Oktober 2019                                                                                  |
| 2020 | Seit 50 Jahren (… und kein bisschen leise) Tausend Träume                   | Erstveröffentlichung: 29. Mai 2020                                                                                      |
| 2021 | Déjà vu Freiheit                                                            | Erstveröffentlichung: 21. Mai 2021                                                                                      |
| 2022 | Ich habe einen kleinen Papagei Giraffenaffen 7 – Die große Geburtstagsfeier | Erstveröffentlichung: 13. Mai 2022 Original: Volker Rosin                                                               |
| 2022 | Ich hab euch gesehen Liebe siegt                                            | Erstveröffentlichung: 20. Mai 2022                                                                                      |
| 2022 | Brief an meinen Engel Liebe siegt                                           | Erstveröffentlichung: 17. Juni 2022                                                                                     |
| 2022 | Spiel nie mit dem Feuer 40                                                  | Erstveröffentlichung: 28. Oktober 2022 Nockis feat. Die Amigos                                                          |

## Statistik

### Chartauswertung
Die folgende Aufstellung beinhaltet eine Übersicht über die Charterfolge der Amigos in den Album-, Single- sowie den Musik-DVD-Charts. In Deutschland besteht die Besonderheit, dass Videoalben sich ebenfalls in den Albumcharts platzieren. In Österreich und der Schweiz werden für Videoalben eigenständige Chartlisten geführt.
|                     | DE     | AT     | CH     |
| ------------------- | ------ | ------ | ------ |
| Nummer-eins-Alben   | DE17DE | AT14AT | CH8CH  |
| Top-10-Alben        | DE24DE | AT28AT | CH20CH |
| Alben in den Charts | DE40DE | AT46AT | CH36CH |

|                       | DE    | AT    | CH    |
| --------------------- | ----- | ----- | ----- |
| Nummer-eins-Singles   | DE—DE | AT—AT | CH—CH |
| Top-10-Singles        | DE—DE | AT—AT | CH—CH |
| Singles in den Charts | DE1DE | AT1AT | CH—CH |

|                          | DE    | AT     | CH     |
| ------------------------ | ----- | ------ | ------ |
| Nummer-eins-Videoalben   | DE—DE | AT3AT  | CH4CH  |
| Top-10-Videoalben        | DE—DE | AT14AT | CH10CH |
| Videoalben in den Charts | DE—DE | AT14AT | CH10CH |

### Auszeichnungen für Musikverkäufe
Anmerkung: Auszeichnungen in Ländern aus den Charttabellen bzw. Chartboxen sind in ebendiesen zu finden.
| Land/RegionAuszeichnungen für Musikverkäufe (Land/Region, Auszeichnungen, Verkäufe, Quellen) | Gold       | Platin       | Verkäufe  | Quellen           |
| -------------------------------------------------------------------------------------------- | ---------- | ------------ | --------- | ----------------- |
| Deutschland (BVMI)                                                                           | 13× Gold13 | 7× Platin7   | 2.475.000 | musikindustrie.de |
| Österreich (IFPI)                                                                            | 10× Gold10 | 12× Platin12 | 310.000   | ifpi.at           |
| Schweiz (IFPI)                                                                               | 3× Gold3   | —            | 45.000    | hitparade.ch      |
| Insgesamt                                                                                    | 26× Gold26 | 19× Platin19 |           |                   |